# Kira Arkadjewna Sobolewskaja
Kira Arkadjewna Sobolewskaja (russisch Кира Аркадьевна Соболевская; geboren am 12. Dezember 1911; gestorben am 20. Oktober 1999) war eine russische Botanikerin und Gründerin des Zentralen Sibirischen Botanischen Gartens in Nowosibirsk, dessen Leiterin sie 20 Jahre lang war.
Ihr botanisches Autorenkürzel lautet „Sobolevsk.“.

## Leben
Sobolewskaja war die Tochter eines sibirischen Försters und Botanikers und interessierte sich früh für die sibirische Flora und Bodenkunde. Sie studierte an der Staatlichen Universität in Tomsk und nahm im Laufe ihres Studiums an mehreren Expedition in den Altai und das Sajangebirge teil.
Sie wies eine Unterart des Roten Fingerhuts nach, die in ganz Sibirien wachsen kann und erforschte eine in Sibirien wildwachsende Art des Buchweizens, aus dem sie Rutin zur Behandlung unter anderem von Hypertonie gewann. In Tuwa erforschte sie, welche wilden Pflanzen zur Viehhaltung und -fütterung geeignet waren, in ihrer Dissertation 1951 über die Flora und Vegetation von Tuwa beschrieb sie mehrere Pflanzen.
1951 gründete sie den Zentralen Sibirischen Botanischen Garten. Auf unbebautem Ödland sammelte sie nahe Nowosibirsk alle ihr zugänglichen Pflanzenarten Sibiriens, mit besonderem Fokus auf frostbeständige Nutzpflanzen, etwa Äpfel-, Birnen-, Pflaumen- und Sauerkirsch-Bäume. Sie wurde Mitglied der Akademie der Wissenschaften und blieb bis 1971 Direktorin des Gartens, was auch ihren organisatorischen und ökonomischen Sachverstand forderte.
Ab 1975 legte sie weiteres Augenmerk auf die Erhaltung der natürlichen Flora Sibiriens. Sie veröffentlichte, vor allem in den 80er und 90er Jahren, 176 Schriften, darunter 15 Monographien, über seltene und gefährdete Pflanzen der UdSSR, Sibiriens und Russlands.